# ヤマガタ
株式会社ヤマガタは、1913年（大正2年）に「山縣精美堂」として創業された「名刺」・「封筒」・「はがき」等の紙製品製造会社である。
大正時代に英国ケント州よりケント紙を輸入し、1933年（昭和8年）に国産第一号のケント紙を本州製紙富士工場にて製造した。1951年（昭和26年）に株式会社山縣精美堂として法人化し、1977年（昭和52年）に株式会社ヤマガタに商号変更された。
商標を「月印」として多くの紙製品を製造、全国17箇所の販売拠点を通じ紙製品を販売する業界の草分け的存在である。
2013年（平成25年）、創業100年以上の企業で構成される大阪「NOREN」百年会会員となる。

## 取扱商品
- 名刺用紙
- 私製はがき
- 各種封筒
- 案内状カード
- 年賀・暑中はがき
- 株券
- 賞状
- のし紙
- カレンダー